# 10929 Chenfangyun
10929 Chenfangyun eller 1998 CF1 är en asteroid i huvudbältet som upptäcktes den 1 februari 1998 av Beijing Schmidt CCD Asteroid Program vid Xinglong-observatoriet. Den är uppkallad efter kinesen Chen Fangyun.
Asteroiden har en diameter på ungefär 13 kilometer och den tillhör asteroidgruppen Themis.